# ژسویتا باربسا
ژسویتا باربسا (انگلیسی: Jesuíta Barbosa؛ زادهٔ ۲۶ ژوئن ۱۹۹۱) هنرپیشه اهل برزیل است. وی از سال ۲۰۰۸ میلادی تاکنون مشغول فعالیت بوده‌است.
از فیلم‌ها یا برنامه‌های تلویزیونی که وی در آن نقش داشته‌است می‌توان به زباله اشاره کرد.